# Acanthocharax microlepis
Acanthocharax
Genre
Espèce
Statut de conservation UICN

 LC  : Préoccupation mineure
Acanthocharax microlepis, unique représentant du genre Acanthocharax, est une espèce de poissons d'eau douce de la famille des Characidae, endémique du Guyana.

## Répartition
Cette espèce est endémique du Guyana.

## Systématique
Le nom valide complet (avec auteur) de ce taxon est Acanthocharax microlepis Eigenmann, 1912.

## Publication originale
- (en) C. H. Eigenmann, « The freshwater fishes of British Guiana, including a study of the ecological grouping of species, and the relation of the fauna of the plateau to that of the lowlands », Memoirs of the Carnegie Museum, Pittsburgh, Inconnu, vol. 5,‎ 1912, p. 1–578 (ISSN 0885-4645, OCLC 1605099, DOI 10.5962/BHL.PART.14514).